# Pagurixus festinus
Pagurixus festinus is een tienpotigensoort uit de familie van de Paguridae. De wetenschappelijke naam van de soort is voor het eerst geldig gepubliceerd in 1984 door McLaughlin & Haig.